# Julian Plenti
Paul Julian Banks, bedre kendt som Julian Plenti er forsanger i det amerikanske rockband Interpol.